# 高橋午山
高橋 午山（たかはし ござん、明治元年4月26日（西暦1868年5月18日） -  昭和4年（1929年）4月14日）は、日本の漢詩人にして医師。また邸内の家塾は小学校（中野小学校）に改装されて地域の子どもたちに初等教育を授けている。名は軍平。字は千齢、英範。「午山」は雅号であり、この地域の霊峰奥羽山系「真昼岳」にちなむ。

## 略歴・人物
羽後国仙北郡畑屋村中野に生まれた。初号を木王狂生という。六郷町の熊谷松陰に師事し、漢詩を習った。漢詩を通じて乃木希典とも親交があり、互いに詩のやりとりをしていた。漢詩人としては、千屋村の坂本東嶽（理一郎）、六郷町の飯村稷山とともに当時「仙北の三山」といわれた人物である。居宅内に高橋家の家塾を改装した小学校（中野小学校）があり、深澤多市もそこで学んでいる。
19歳で名古屋の医学校を卒業したのち六郷町で開業、六郷初の洋医となった。秋田県医師会を設立したひとりで、学校医会もつくっている。明治30年（1897年）、のちに郷土史家として大成する深澤多市畑屋村役場の職を斡旋し、秋田県属・宮城県属を経て京都府熊野郡長ののち帰村し、火災に遭った彼を大正12年（1923年）、平鹿郡横手町助役の職に推薦するなど、深澤多市を幾度も支えている。
明治44年（1911年）、転封にともない六郷城に入った佐竹義重の没後300年記念祭が六郷学友会を中心にひらかれ、城址には記念の石碑が建てられたが、その撰文は午山によるものであった。
大正10年（1921年）、 国鉄の駅として奥羽本線横手駅と飯詰駅のあいだに新駅が造られたとき、駅舎は飯詰村に所在するものの、駅前は金沢西根村および金沢町にまたがっていたため、名称問題で紛糾した。このとき、午山は間に入り、後三年の役の史実にちなんで「後三年駅」とすべしと提唱し、3町村もこれに納得したといわれている。

## 親族
曾祖父高橋南渓、父高橋了斎は共に久保田藩の藩医であり、祖父も漢方医であった。